# Куллі (Елва)
Ку́ллі (ест. Kulli küla) — село в Естонії, у волості Елва повіту Тартумаа.

## Населення
Чисельність населення на 31 грудня 2011 року становила 70 осіб.

## Географія
Поблизу населеного пункту проходить автошлях 22160 (Елва — Ранну).

## Історія
До 24 жовтня 2017 року село входило до складу волості Ранну.